# Péninsule de Téké
La péninsule de Téké (en turc : Teke Yarımadası), aussi appelée la région de Téké (en turc : Teke Yöresi)  est une péninsule située dans le sud-ouest de la Turquie, dans la région méditerranéenne.

## Géographie
La région de Téké couvre géographiquement, avec un accès à la mer Méditerranée, le golfe d'Antalya, le golfe de Fethiye et s'étend jusqu'aux provinces de Burdur, Denizli, Isparta et le district de Başmakçı.

## Histoire
Englobant la région historique de Lycie, l'origine du nom provient du beylicat de Téké, principauté téké, autrefois installé dans la région en l'an 1277.

Carte des beylicats d'Anatolie incluant celui de la dynastie des Tekeoğulları.